# اريك كاري (لاعب كرة قدم أمريكية)
اريك كاري (بالإنجليزية: Eric Curry)‏ هو لاعب كرة قدم أمريكية أمريكي، ولد في 3 فبراير 1970 في توماسفيل في الولايات المتحدة.

## وصلات خارجية
- اريك كاري على موقع مرجع كرة القدم المحترفة.كوم (الإنجليزية)